# 2006 год в спорте
В этой статье описываются события спорта, произошедшие в 2006 году.

## Автоспорт
Сезон 2006 Формулы-1, проводившийся с 12 марта по 22 октября, состоял их 18 этапов и прошёл под флагом соперничества между Рено и Феррари в Кубке Конструкторов и между Фернандо Алонсо (Рено) и Михаэлем Шумахером (Феррари) в личном зачёте. По ходу сезона Рено доминировала в первой половине, выиграв первые 3 гонки сезона, причём во 2-й команда взяла дубль (1-е и 2-е места), тогда как Феррари — во второй половине. В результате — всё решилось только в последней гонке, где второе место Алонсо обеспечило ему первое место в генеральной классификации и победу Рено в кубке конструкторов. По скорости Макларен не мог соперничать с двумя лидерами и, не одержав ни одной победы, занял третье место.

## Американский футбол
«Питтсбург Стилерз», обыграв «Сиэтл Сихокс» 21:10, стали победителем Супербоула в пятый раз в своей истории и впервые с 1980 года. Начало 40-го Супербоула осталось за «Сиэтлом», который после гола с игры Джоша Брауна ушёл на первый перерыв в роли лидера — 3:0. Но в дальнейшем футболистам «Питтсбурга» удалось реализовать сразу три попытки против одной у соперника, что и предопределило победу «Стилерз». Последний тачдаун удался Хайнсу Уорду за 9:44 до конца четвёртой четверти. Он и установил итоговый счёт. Именно Уорд был признан MVP финала.

## Баскетбол
- Российские клубы выиграли два самых престижных клубных трофеев в Европе. В финальных матчах ЦСКА в Евролиге обыграл «Маккаби» из Израиля, а «Динамо» в Кубке УЛЕБ оказался сильнее греческого «Ариса».
- Баскетбольный клуб ЦСКА стал победителем национального первенства России.
- НБА в сезоне 2005/2006: «Майами Хит» выиграли финальную серию, обыграв «Даллас Маверикс» 4-2.
- Испания выиграла чемпионат мира среди мужчин, обыграв в финале Грецию 70:47. Сборная США заняла третье место.

## Теннис
- Победители турниров Большого шлема среди мужчин:

1. Открытый чемпионат Австралии: Роджер Федерер
2. Открытый чемпионат Франции: Рафаэль Надаль
3. Уимблдонский турнир: Роджер Федерер
4. Открытый чемпионат США: Роджер Федерер

- Победители турниров Большого шлема среди женщин:

1. Открытый чемпионат Австралии: Амели Моресмо
2. Открытый чемпионат Франции: Жюстин Энен-Арденн
3. Уимблдонский турнир: Амели Моресмо
4. Открытый чемпионат США: Мария Шарапова

## Фигурное катание
- Победители чемпионата мира в Калгари, Канада:

1. Мужчины: Стефан Ламбьель
2. Женщины: Кимми Мейснер
3. Пары: Цин Пан / Цзянь Тун
4. Танцы: Албена Денкова / Максим Ставиский

## Футбол
Одним из самых значительных событий в спорте в 2006 году стал финальный турнир чемпионата мира по футболу 2006 года, проходивший с 9 июня по 9 июля, и в котором принимали участие 32 команды. Германия выиграла право на проведение за шесть лет до этого, опередив Бразилию, Марокко, Англию и, наконец, в финале, 12 голосами против 11 — ЮАР. На турнире было побито несколько рекордов. Матч между сборными Германии и Коста-Рики стал самым результативным матчем-открытием чемпионатов мира, а Швейцария стала единственной командой в истории чемпионатов, не пропустившей ни одного мяча в основное или дополнительное время. Бразильский нападающий Роналдо, забив гол в ворота сборной Ганы стал лучшим бомбардиром в истории финальных турниров чемпионатов мира с 15-ю забитыми мячами. Для этого ему потребовалось участие в четырёх чемпионатах мира (1994, 1998, 2002 и 2006). Чемпионат мира в Германии стал самым грубым за всю историю проведения ЧМ — был побит рекорд как по общему количеству выданных жёлтых, так и по количеству красных карточек. В финал же вышли две европейские сборные — Италия и Франция. Последние в 1/4 финала обыграли действующих чемпионов мира бразильцев, а итальянцы в полуфинале в дополнительное время переигали хозяев чемпионата. В первом тайме на 7-й минуте Зинедин Зидан реализовал пенальти за снос Малуды. Но уже на 19-й минуте Марко Матерацци с углового, поданного Пирло, головой забил ответный гол. Во втором тайме французы стали чаще атаковать и создали больше голевых ситуаций, однако не смогли их реализовать. Ни основное, ни дополнительное время не выявило победителя и была назначена серия послематчевых пенальти, во второй раз за всю историю финалов чемпионата мира по футболу. Итальянцы все свои попытки реализовали, а французов промах совершил Давид Трезеге, который и стал роковым для французов.
- Кубок Либертадорес: «Интернасьонал» впервые в своей истории стал победителем турнира, обыграв в сумме действующего чемпиона «Сан-Паулу» — 2:1; 2:2. Второй год подряд финал КЛ получился чисто бразильским.
- Лига чемпионов УЕФА: «Барселона» переиграла в финале «Арсенал» со счётом 2:1.
- Клубный чемпионат мира ФИФА: лучшим клубом мира стал бразильский «Интернасьонал», обыгравший «Барселону» 1:0.

## Хоккей
На Олимпийский хоккейный турнир в третий раз приехали хоккеисты из НХЛ, и каждый раз победителем становилась новая команда — на этот раз сборная Швеции. В предыдущие две Олимпиады шведы выбывали из борьбы на стадии 1/4 финала. На этот раз, на этом же этапе «Тре крунур» не оставили никаких шансов швейцарцам, затем в полуфинале обыграли сборную Чехии и уже в финале встретились со своими соседями финнами и переиграли их 3:2. Победный гол, забитый на 10-й секунде третьего периода, оказался на счету защитника Никласа Лидстрёма. Российская сборная в четвертьфинале сумела выбить из борьбы сборную Канады — чемпионов 2002 года. Но после «сухих» поражений от Финляндии и Чехии, команда России заняла лишь четвёртое место.
Юбилейный 70-й чемпионат мира по хоккею с шайбой принимала у себя Латвия. Победив в финале сборную Чехии со счётом 4:0, чемпионом мира 2006 года стала сборная Швеции, одержавшая свою восьмую победу на чемпионатах. Последний раз они добивались подобоного успеха в 1998 году. Швеция стала первой командой, которой удалось в один год выиграть золотые награды и Олимпиады и мирового чемпионата. В обоих турнирах принимало участие шестеро шведских хоккеистов — Хенрик Зеттерберг, Майкл Самуэльссон, Кенни Янссон, Йорген Янссон, а также признанный лучшим игроком чемпионата защитник из «Детройт Рэд Уингз» Никлас Кронвалл.
В сезоне НХЛ 2005/2006 «Детройт Рэд Уингз» завоевали Кубок Президента, как лучшей команде регулярного чемпионата, но в плей-офф их снова поджидала неудача — в первом же раунде их переигали «Эдмонтон Ойлерз», которые затем дошли до финала, однако Кубок Стэнли, как и в 2004 году, завоевала команда из Юго-восточного дивизиона — на этот раз победителем стала «Каролина Харрикейнз», показавшая хороший и стабильный хоккей на протяжении всего года. Сезон ознаменовался противостоянием двух новичков сезона — россиянина Александра Овечкина из «Вашингтон Кэпиталз» и канадца Сидни Кросби из «Питтсбург Пингвинз». Кросби в итоге оказался самым молодым хоккеистом в истории лиги набравшим за сезон 100 очков, однако в борьбе за «Колдер Трофи» — титул лучшему новичку сезона — канадец уступил Овечкину, забившему 52 гола и сделавшему 54 передачи.
Чемпионом России в сезоне 2004/2005 стал казанский «Ак Барс», обыгравший в финале три раза подряд омский «Авангард», и во второй раз в своей истории выиграл этот титул. До этого казанцы выигрывали золотые медали 1998 года, когда победитель определялся в регулярном сезоне, а в плей-офф выявлялся обладатель Кубка России. Одним из лидеров клуба был Алексей Морозов, не ставший продлевать летом 2005 года контракт с клубом НХЛ «Питтсбург Пингвинз». В финальных играх он набрал три очка (две шайбы и одна передача) и в итоге стал самым результативным хоккеистом чемпионата с 74 очками (36+38) в 64 матчах. Магнитогорский «Металлург», руководимый канадским тренером Дэйвом Кингом, и в составе которого последний сезон за клуб играл Евгений Малкин, уверенно занял первое место в регулярном сезоне, но в полуфинале уступил омичам и в итоге занял лишь третье место.

## Скончались
См. также: Категория:Умершие в 2006 году
- 11 января — Эрик Намесник (р. 1970), американский пловец, двукратный серебряный призёр Олимпийских игр, автокатастрофа.
- 9 февраля — Рон Гринвуд (р. 1921), бывший тренер «Вест Хэма» и сборной Англии по футболу.
- 23 февраля — Телмо Сарра (р. 1921), испанский футболист, форвард «Атлетика» из Бильбао и сборной Испании.
- 1 марта — Питер Осгуд — английский футболист, играл за «Челси», обладатель Кубка Англии и Кубка обладателей кубков.
- 4 марта — Роман Огаза (р. 1952), польский футболист, серебряный Олимпийский медалист 1976 года.
- 8 марта — Тереза Чипли (р. 1937), польская легкоатлетка, Олимпийская чемпионка в эстафете 4×100 метров.
- 11 марта — Берни Джефрион (р. 1931), канадский хоккеист и тренер, шестикратный обладатель Кубка Стэнли.
- 2 мая — Борис Кузнецов (р. 1947), советский боксёр, олимпийский чемпион 1972 года.
- 11 мая — Флойд Пэттерсон (р. 1935), американский боксёр, самый молодой боксёр, выигрывавший чемпионский титул в тяжёлом весе.
- 26 мая — Тед Шрёдер (р. 1921), американский теннисист, победитель Уимблдона и открытого чемпионата США в одиночном разряде.
- 19 июня — Анджело Убольди[итал.] (род. 1923), итальянский футболист.
- 4 сентября — Джакинто Факетти (р. 1942), итальянский футболист, участник трёх чемпионатов мира, в том числе 1970 года, где сборная Италия заняла второе место.
- 16 сентября — Флойд Курри (р. 1925), канадский хоккеист, четырёхкратный обладатель Кубка Стэнли с «Монреаль Канадиенс».
- 11 октября — Кори Лайдл (р. 1972), американский бейсболист.
- 4 ноября — Серхи Лопез Сегу (р. 1972), испанский футболист, чемпион Испании и обладатель Кубка Кубков в составе «Барселоны».
- 5 ноября — Пьетро Рава (р. 1916), итальянский футболист, последний живший из чемпионов мира 1938 года, Олимпийский чемпион 1936 года.
- 17 ноября — Ференц Пушкаш (р. 1927), венгерский футболист, Олимпийский чемпион 1952 года, пятикратный чемпион Венгрии, пятикратный чемпион Испании, трёхратный обладатель Кубка чемпионов, лучший венгерский футболист всех времён.
- 7 декабря — Кевин Берри (р. 1945), австралийский пловец, олимпийский чемпион 1964 года на дистанции 200 баттерфляем, бронзовый призёр токийской Олимпиады в комбинированной эстафете 4×100 м.
- 12 декабря — Пол Эризин (р. 1928), американский баскетболист, чемпион НБА 1956 года.